# Prudential (Варшава)
«Prudential» (Пруденшл) — варшавський хмарочос, що був побудований 1931—1933 роках на площі Наполеона 9 (нині площа Варшавських повстанців) в стилі арт-деко для англійського товариства страхувань «Prudential».

## Опис
Будівля була сиволом сучасної Варшави 1930-х років. Першопочатково вона мала складатися з 11 поверхів, але архітектори, взявши до уваги дуже різні висоти вже побудованих будинків на площі Наполеона (2-6 поверхів), вирішили, що початковий план висоти для хмарочосу «Prudential» є недостатнім для досягнення враження домінанти. У кінцевому варіанті будівля отримала 16 поверхів (66 м), що зробило її на той час найвищим хмарочосом у Польщі та другим за висотою в Європі.
У нижній частині будівлі знаходилися офіси, а у верхній — апартаменти класу люкс. Між ними, на шостому поверсі, розташувалися службове житло та підсобні приміщення. У офісній частині містилися не лише приміщення для товариства «Prudential», а також для електростанції та інших компаній. Найрозкішніші апартаменти мали площу близько 240 м², 6 кімнат, 3 ванні кімнати, кухню і кімнату для прислуги. Навіть менш розкішні люкси окрім головного входу мали вхід для обслуги та ліфти. Хмарочос був запроєктований Марцином Вейнфелдом, тоді як зварні сталеві конструкції залізобетонного фундаменту будівлі розробили Стефан Брила та Венчеслав Поніж. Вхідні двері були зроблені з патинованої міді, інші двері та віконні рами виготовлені з ясена. Над боковими входами знаходилися скульптури виконані Ришардом Мошковським. Для будівництва було використано 2 мільйони цеглин, 2 тис. тонн цементу, 1500 тонн сталі.
Під час Другої світової війни «Prudential» отримав значні пошкодження, а в часі Варшавського повстання був обстріляний близько 1000 снарядами. Хмарочос був також уражений снарядом масою 2 тонни калібру 600 мм із самохідної мортири Karl-Gerät, внаслідок чого будівля значно відхилилася від вертикалі. Однак її сталева конструкція проіснувала ще кілька років ставши живим символом руйнувань. Силует руїн хмарочоса використовувався в антивоєнних плакатах.
Після війни нерухомість була повернута передвоєнним власникам на підставі декрету Бєрута (проте згодом вони отримали компенсацію за збитки відповідно до угоди з Великою Британією). Будівля була відбудована в 1950-1953 роках у стилі соцреалізму. Автором нового проєкту знову став Марцин Вейнфелд. Хмарочос отримав нову функцію: 1954 року тут відкрито готель «Варшава», що вміщував 375 місць для ночівлі (одно- і двомісні номери, а також 1 номер люкс), 200 місць в ресторані, 100 в кафе і 20 у нічному приміщенні. Готель перестав працювати у 2002 році.
У 2010-х рр. фасаду будівлі відновлений в оригінальному стилі ар-деко для 5-зіркового готелю «Warszawa», який був відкритий у 2018 році.

## Галерея

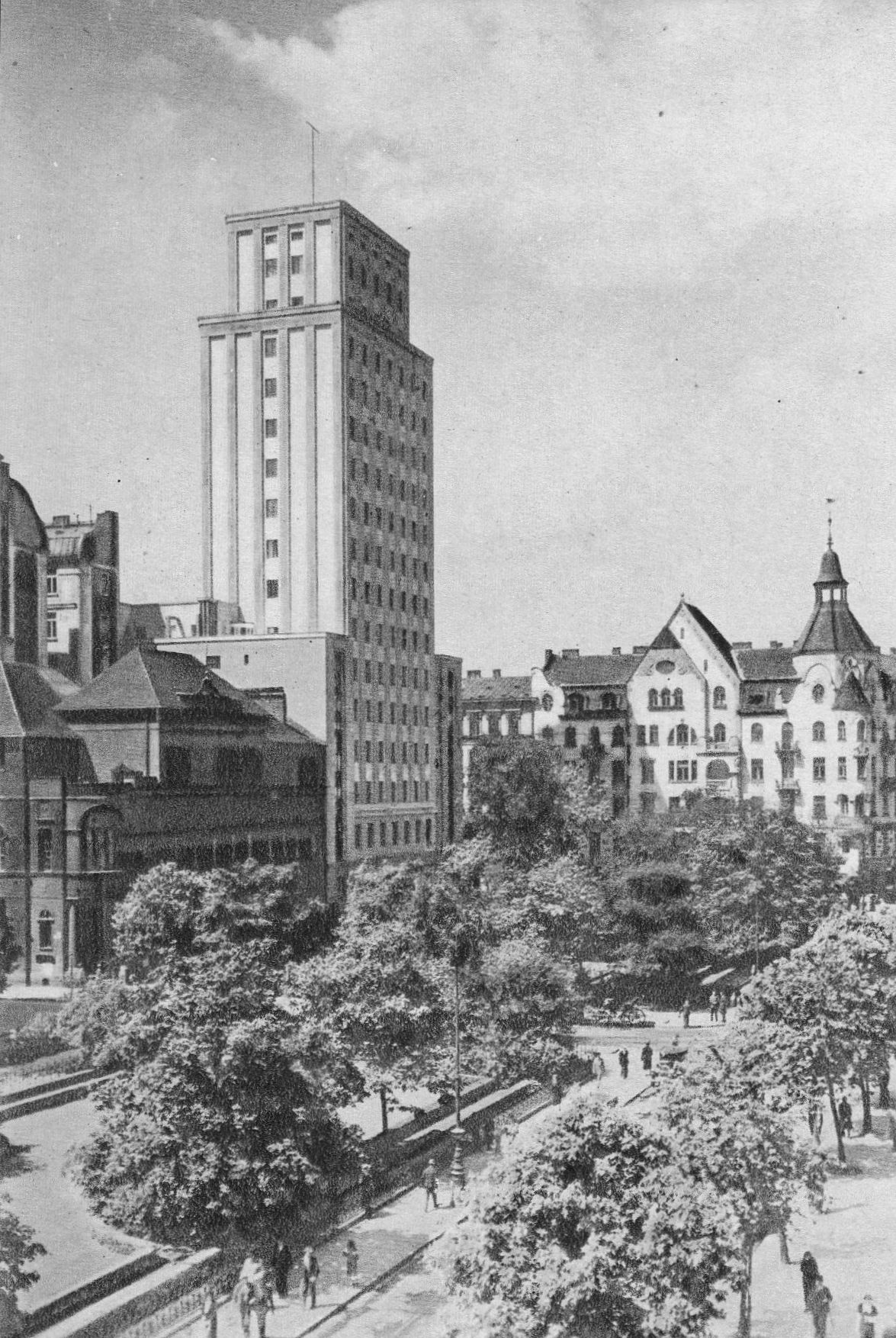
Prudential і площа Наполеона перед 1939
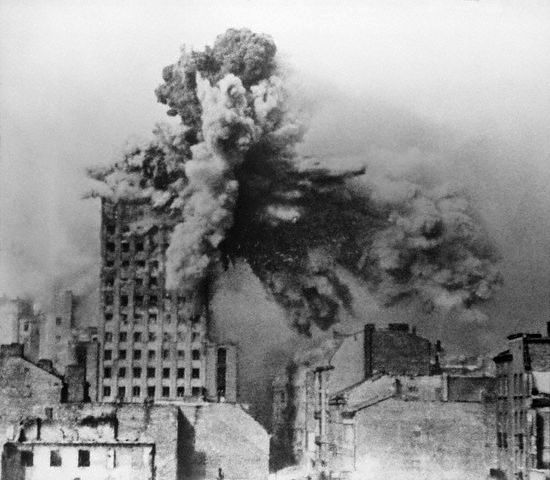
Потрапляння снаряду в хмарочос із самохідної мортири Karl-Gerät, 28 серпня 1944
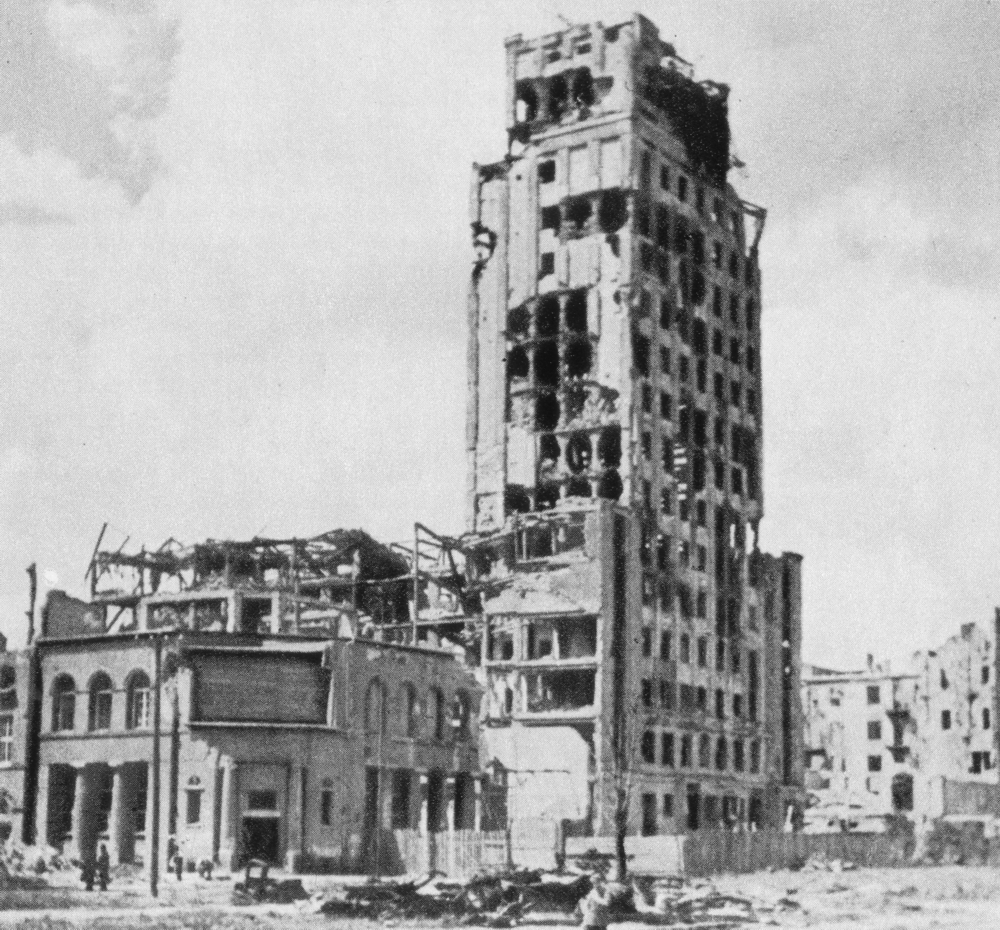
Знищений хмарочос в 1945 – вигляд зі сторони площі Варшавських повстанців
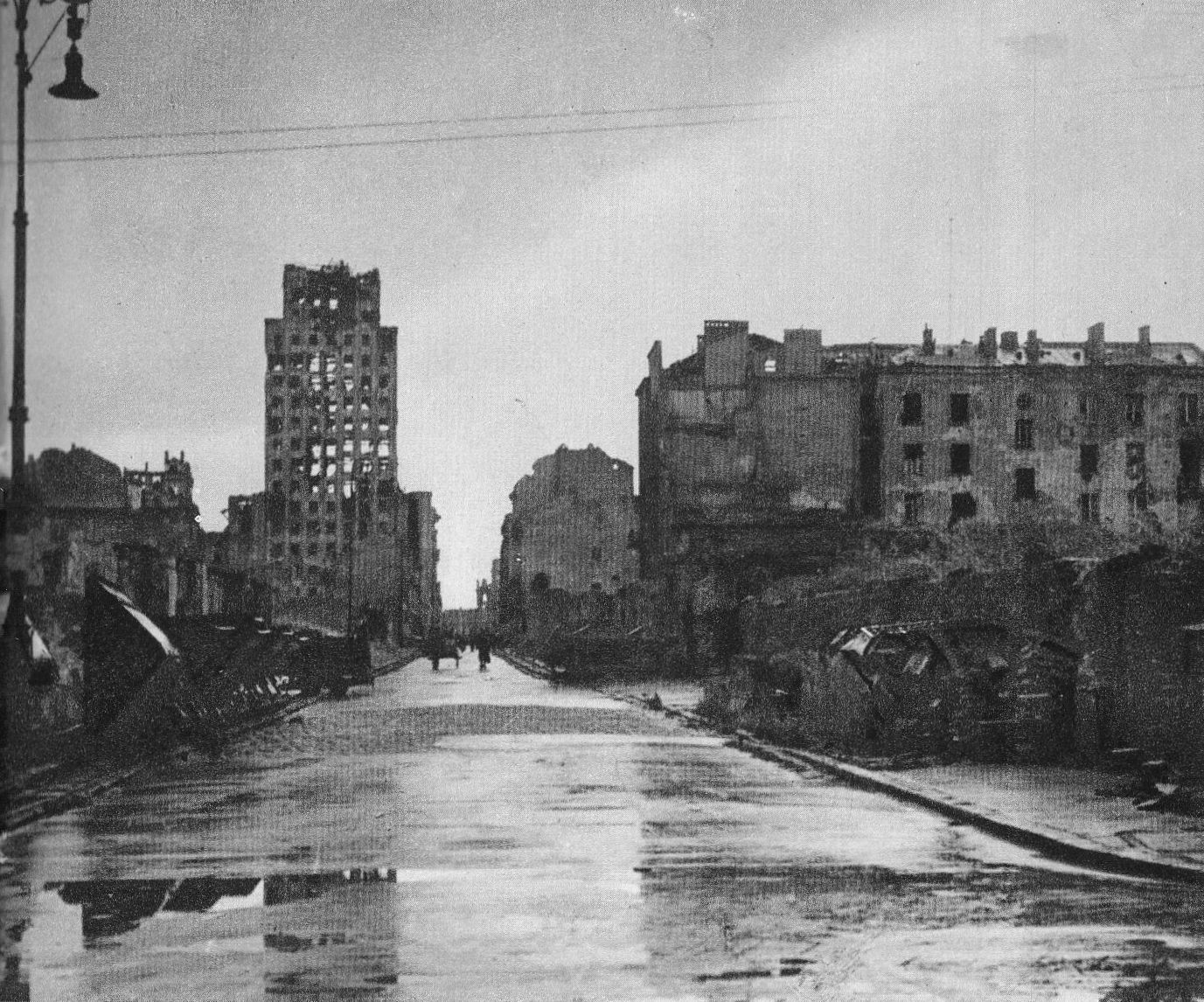
Вигляд на будівлю в перспективі на вулицю Свєнтокшиську зі сторони Нового Святу, 1945